# Rezervație amerindiană (Statele Unite ale Americii)

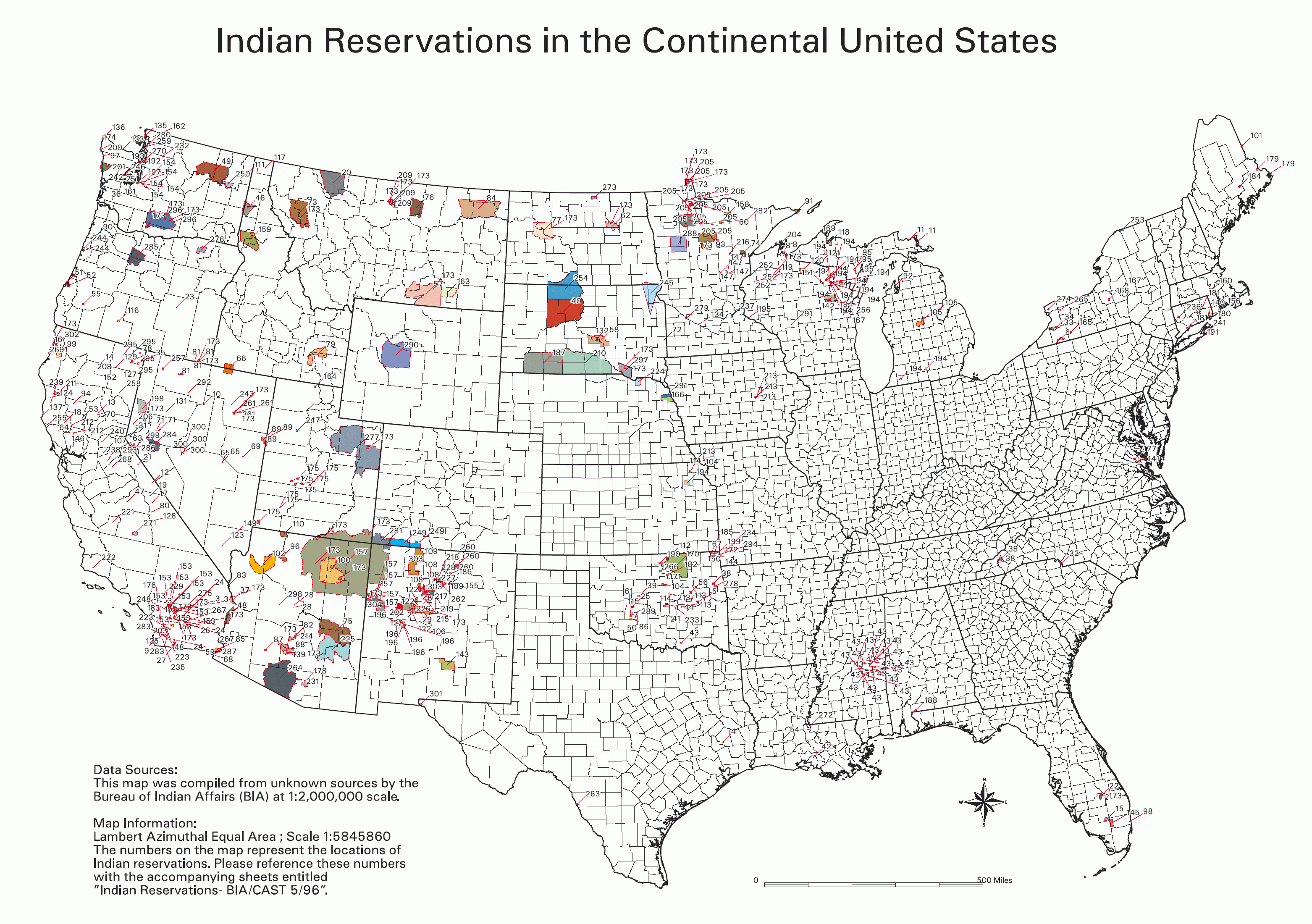
Hartă de rezervație în continentalul Statelor Unite

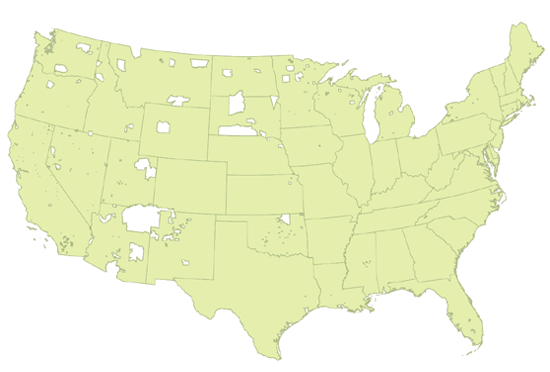
Tribal suveranitate: Harta Statelor Unite, cu terenuri non-rezervații subliniat.

O rezervație amerindiană, conform originalului Rezervația Amerindienilor este o zonă de pământ controlat, deținut și gospodărit de triburile nativ-americane sub auspiciile Biroului de afaceri indiene (Bureau of Indian Affairs), care este parte a Departamentului afacerilor interne a Statelor Unite ale Americii (United States Department of the Interior).
Există 310 de rezervații ameri-indiene în Statele Unite, însemnând că nu toate cele 550 triburi recunoscute au o zonă recunoscută ca rezervație; dar unele dintre triburi au mai mult decât o rezervație, unele folosesc unele dintre rezervații în comun, iar alte triburi nu au niciuna.  În plus, datorită structurării și întabulării foarte diferite în timp a diferitelor porțiuni de pământ, care permisese vinderea pământului din unele rezervații către persoane care nu sunt de origine ameri-indiană, unele rezervații sunt masiv fragmentate, prezentând bucăți de pământ care sunt deținute individual și colectiv tribal ca enclave sau exclave.  Această fragmentare a zonelor imobiliare, care ar fi trebuit să fie continue, creează probleme foarte complicate de natură administrativă, juridică și organizatorică.
Suprafața geografic ocupată de toate rezervațiile amerindiene este de 225,410 km² (sau 55.7 de milioane de acri), reprezentând circa 2,3 % din suprafața integrală a Statelor Unite, care este de 9.629.091 km² (sau 2.379.400.204 de acri).

## Istoric

### Controverse

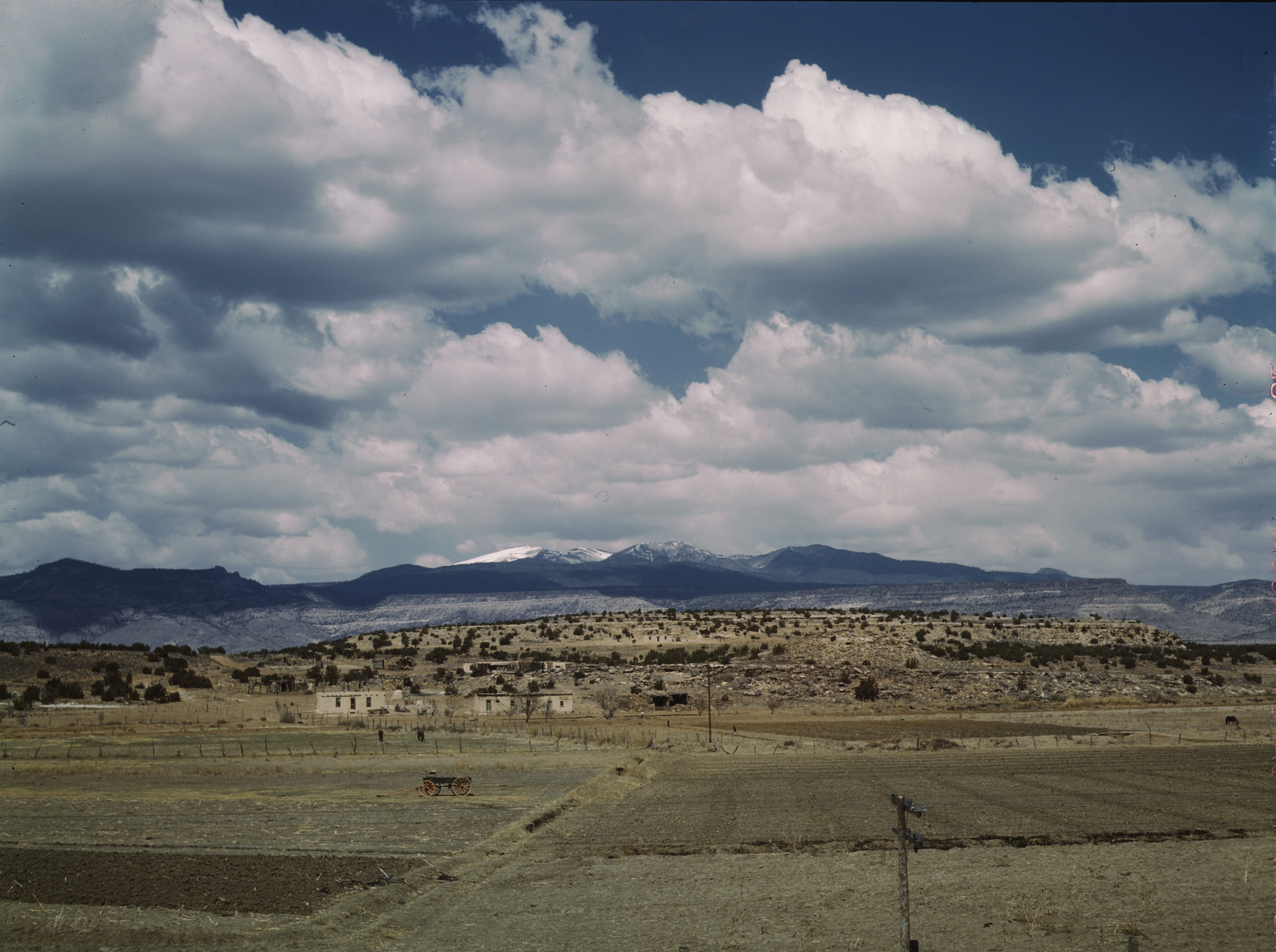
Majoritatea rezervații indiene,ca rezervațiile indiene lagune din New Mexico (pictura 1943), sunt în partea de vest a Statele Unite, de multe ori în regiuni aride nepotrivite pentru agricultura.

În 1887, Congres a efectuat a efectuat o schimbare semnificativa în politica de rezervație Actul Dawes,sau actul de alocare generala (Indiviziune).

### Afacere noua indiana
Actul de reorganizare indian din 1934, cunoscut ca Actul Howard Wheeler, a fost numit Afacere nouă indiană. A oferit noi drepturi pentru Americani nativi și a încurajat suveranitatea triburilor în gestionarea terenurilor.